# Landkreis Osterholz
Landkreis Osterholz er en landkreis i den nordlige del af Niedersachsen i Metropolregion Bremen/Oldenburg. Den grænser mod vest til floden Weser (vest for den Landkreis Wesermarsch), mod nord til Landkreis Cuxhaven, mod øst til Landkreis Rotenburg (Wümme) og mod syd til Landkreis Verden og byområdet Bremen (og dermed til Freie Hansestadt Bremen). Administrationsby (Kreisstadt) er Osterholz-Scharmbeck.

## Geografi
Den nordlige og vestlige del af landkreisen er præget af Osterholzer Geest, mod øst ligger lavlandet ved floderne Hamme og Wümme med den stort set, siden det 18. århundrede, opdyrkede Teufelsmoor. Længst mod vest strækker Landkreisen med Osterstader Marsch mod floden Weser.
Landkreisen har sit navn Osterholz efter det tidligere kloster (1184–1650) i hovedbyen.

## Byer og kommuner
Landkreisen havde 113517 indbyggere pr. 2018-12-31

| Kommuner 1. Grasberg (7767) 2. Lilienthal (19305) 3. Osterholz-Scharmbeck, Kreisstadt, selbständige Gemeinde (30300) 4. Ritterhude (14688) 5. Schwanewede (20300) 6. Worpswede (9388) Samtgemeinde med dens medkommuner: - Samtgemeinde Hambergen (11769) 1. Axstedt (1183) 2. Hambergen (Verwaltungssitz) (5651) 3. Holste (1365) 4. Lübberstedt (742) 5. Vollersode (2828) |

## Weblinks
1. ↑  "Landkreis Osterholz, Übersicht … (PDF)" (PDF). Arkiveret fra originalen (PDF) 27. september 2007. Hentet 9. januar 2013.
2. ↑   Landesamt für Statistik Niedersachsen, LSN-Online Regionaldatenbank, Tabelle 12411: Fortschreibung des Bevölkerungsstandes, Stand 31. Dezember 2018 (Hilfe dazu).

- Wikimedia Commons har flere filer relateret til Landkreis Osterholz

53°15′N 8°50′Ø / 53.25°N 8.83°Ø